# Tekluńce
Tekluńce (lit. Tekliūnai; pol. hist. Tekluny) – kolonia na Litwie, w okręgu wileńskim, w rejonie wileńskim, w gminie Rzesza.

## Historia
W dwudziestoleciu międzywojennym wieś i zaścianek leżące w Polsce, w województwie wileńskim, w powiecie wileńsko-trockim, w gminie Rzesza. W 1931 miejscowość liczyła:
- wieś – 27 mieszkańców, zamieszkałych w 6 budynkach,
- zaścianek – 8 mieszkańców, zamieszkałych w 1 budynku[2].

Po II wojnie światowej w granicach Związku Sowieckiego. Od 1991 na niepodległej Litwie.